# Латинска долина
Латинската долина е долина в провинция Фрозиноне, Лацио, Италия. Долината съответства на източната територия на древния Лациум. Най-големият град е Фрозиноне. Други големи градове са: Касино, Алатри, Сора. Долината се пресича от реките Лири и Сако.